# Большой театр Гаваны
Большой театр Гаваны, также Гран-теа́тро (исп. Gran Teatro de La Habana) — театр в Кубинской столице Гаване, построенный в 1914—1915 годах по проекту архитектора Пауля Белау. Является домашней сценой Кубинского национального балета; 1500 зрительских мест делают его одним из самых больших театров в мире.

## История
Официальной датой открытия первого театра считается 15 апреля 1838 года, хотя первое представление на его сцене прошло в ноябре 1837 года. Это здание носило название театра Такон (исп. Teatro Tacón) по имени генерал-губернатора Кубы Мигеля Такона, по распоряжению которого оно было построено.
Нынешнее здание было сооружено в 1914—1915 годах по проекту бельгийского архитектора трансильванского происхождения Пауля Белау в стиле колониального барокко (необарокко). Стены украшены статуями из мрамора и камня, а также аллегорическими скульптурами Джузеппе Моретти. Здание называлось дворцом Галисийского центра (исп. Palacio del Centro Gallego), а в 1985 году он был переименован в Большой театр Гаваны по предложению кубинской балерины Алисии Алонсо.
Здесь в своё время выступали Энрико Карузо, Сара Бернар, Анна Павлова, Рут Сен-Дени, Тед Шоун, Артур Рубинштейн, Висенте Эскудеро, Майя Плисецкая, Карла Фраччи и другие. Кроме театральной сцены, в здании находятся различные концертные залы, галереи и т. д.[уточнить]

## Галерея

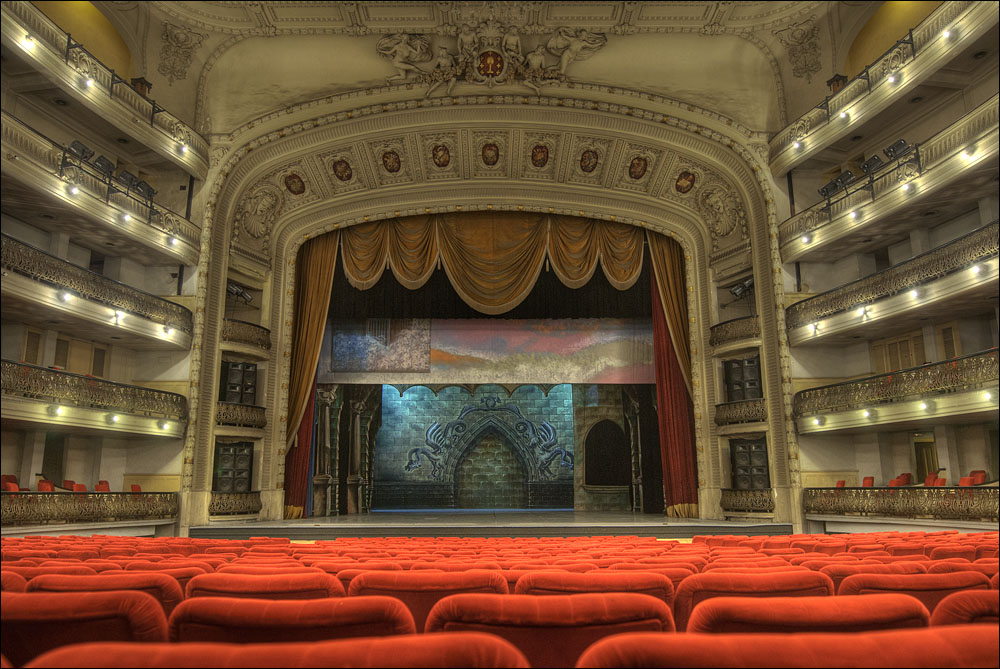
Сцена и зрительный зал
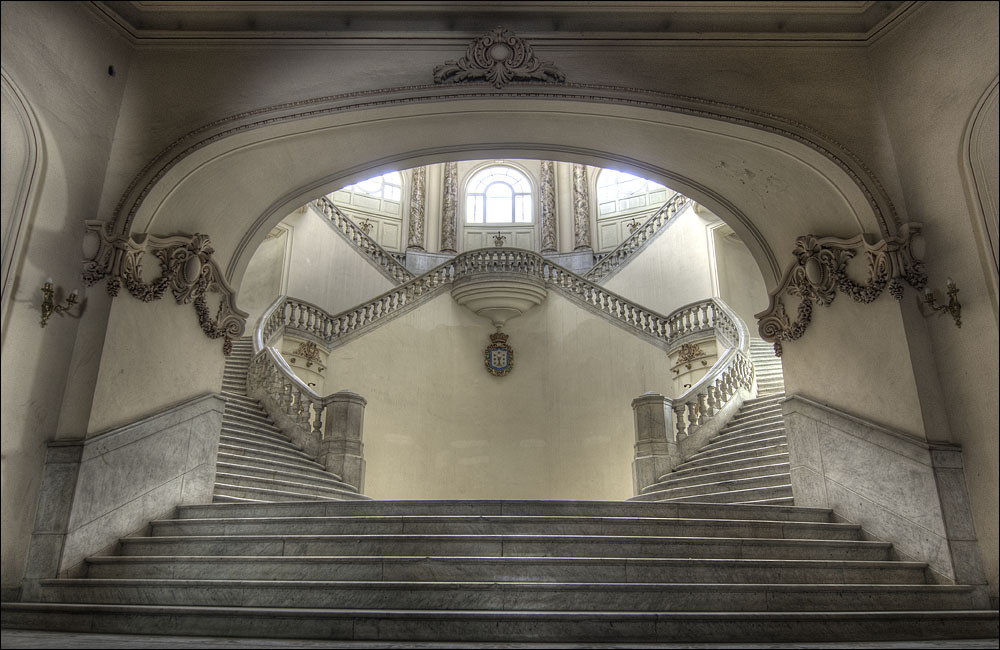
Интерьер театра